# Malcolm Spence (Leichtathlet, 1936)
Malcolm Spence (Malcolm Emanuel Augustus „Mal“ Spence; * 2. Januar 1936 in Kingston; † 30. Oktober 2017 in Fort Lauderdale, Florida, Vereinigte Staaten) war ein jamaikanischer Sprinter.
Bei den Olympischen Spielen 1956 schied er über 200 m im Vorlauf aus und erreichte über 400 m das Halbfinale. In der 4-mal-400-Meter-Staffel wurde das jamaikanische Team im Finale disqualifiziert.
1958 gewann er bei den British Empire and Commonwealth Games in Cardiff mit der jamaikanischen Mannschaft Bronze in der 4-mal-440-Yards-Staffel.
Für die Westindische Föderation startend holte er im Jahr darauf bei den Panamerikanischen Spielen in Chicago Bronze über 400 m und Gold mit dem westindischen Team in der 4-mal-400-Meter-Staffel. Ebenfalls als Teil der westindischen Mannschaft erreichte er bei den Olympischen Spielen 1960 in Rom erneut das Halbfinale über 400 m und gewann Bronze in der 4-mal-400-Meter-Staffel.
1962 gewann er bei den Zentralamerika- und Karibikspielen Bronze über 400 m. Bei den British Empire and Commonwealth Games in Perth wurde er Fünfter über 440 Yards und siegte mit der jamaikanischen 4-mal-440-Yards-Stafette.
Weitere Erfolge mit der jamaikanischen 4-mal-400-Meter-Stafette feierte er bei den Panamerikanischen Spielen 1963 in São Paulo (Bronze) und bei den Olympischen Spielen 1964 in Tokio (vierter Platz).
Seine persönliche Bestzeit über 440 Yards von 46,7 s (entspricht 46,4 s über 400 m) stellte er am 30. Mai 1959 in Modesto auf.
Sein Zwillingsbruder Melville Spence gehörte ebenfalls 1956 und 1964 als Sprinter zur jamaikanischen Olympiamannschaft.